# Dragon Ball Z: Idainaru Son Gokū densetsu
Dragon Ball Z: Idainaru Son Gokū densetsu (ドラゴンボールZ: 偉大なる孫悟空伝説, Doragon Bōru Z: Idainaru Son Gokū Densetsu) est un jeu vidéo de combat développé par BEC et édité par Bandai. Le jeu est publié sur PC-Engine au Japon le 11 novembre 1994.
L'histoire du jeu débute après la mort de Son Goku, Son Goten n'ayant pas connu son père, demande à son grand frère Son Gohan de lui raconter ses aventures. Le jeu retrace les plus grands combats de Son Goku, débutant avec Tao Pai Pai, avec la finale contre Ten Shin Han ou encore les combats contre Vegeta et Freezer. L'histoire se conclut avec l'arc Cell et le sacrifice de Goku chez Maître Kaio.

## Système de jeu
Les contrôles du jeu se composent de deux touches, le bouton 1 de la manette PC-Engine pour les coups offensifs et le bouton 2 pour la défense. En combinant les boutons 1 et 2, le personnage recharge son KI, représenté par une barre d'énergie bleue située au bas de l'écran. 
Le système de jeu met en avant des actions offensives et défensives qui sont affichées en dessous des avatars des personnages. Quatre options sont proposées au joueur, elles se distinguent par quatre couleurs : rouge pour les coups de poing, bleu pour les boules de feu, noir pour la garde et vert pour recharger le KI plus rapidement,.
Une autre barre est représentée en bas de l'écran, elle est de couleur bleue et jaune, chaque joueur qui inflige des dégâts à son adversaire via des coups ou des boules de feu, voit sa barre pencher en sa faveur. Une fois la barre remplie en jaune, un menu se déclenche et le joueur dispose d'un temps limité pour prendre une décision offensive et la quantité d'énergie qu'il va utiliser, plus il y a d'énergie, plus l'attaque est puissante. L'adversaire aura également la possibilité de mesurer l'énergie à mettre pour sa défense, afin d'encaisser au mieu les dégâts.